# Vicente Starikoff
Vicente Starikoff Ibarra (* 23. Oktober 1995 in Santiago) ist ein ehemaliger chilenischer Fußballspieler auf der Position eines Innenverteidigers.

## Karriere
Vicente Starikoff kam 2016 aus der Jugend des Universidad Católica, wurde direkt an die Rangers de Talca verliehen und gab dort sein Profidebüt. Er setzte sich bei den Rangers nicht durch und wurde an Deportes Copiapó weiterverliehen, bestritt dort jedoch kein einziges Spiel. 2018 wechselte er zum Drittklassigen Deportes Recoleta. Sein letztes Karrierejahr im Profibereich stand er bei Deportes Colina unter Vertrag.

## Sonstiges
Noch während seiner aktiven Fußballkarriere begann Starikoff im Januar 2020 ein Studium der Psychologie an der Universidad Mayor, das er Ende 2024 erfolgreich abschloss. Er arbeitet als Sportpsychologe für verschiedene Fußballvereine.